# مدرسة كوندروسيه
مدرسة كوندروسيه مدرسة فرنسية تم تأسيسها في العام 1803 بباريس، وعنوانها 8 شارع هافر منذ إنشاءها تم تغيير اسمها مرات عديدة في حقب سياسية مختلفة، وهي حالياً تكريم لذكرى الماركيز دي كوندروسيه، هي مدرسة ثانوية ضمن نظام التعليم الفرنسي، تخرج فيها عدد من الأعلام في شتى المجالات العلمية والأدبية. مما يضعها دائماً ضمن أفضل المدارس حسب التصنيفات الفرنسية.

## أشهر تلاميذها
- ريموند آرون
- هنري بيرغسون
- بيير بونارد
- مارسيل كوهين
- مارسيل بروست
- بول فيرلين
- كارلوس وليامز